# MC Breed
Eric Breed (nacido el 12 de julio de 1971 - 22 de noviembre de 2008) conocido artísticamente como MC Breed fue un rapero estadounidense originario de Flint, Míchigan. 

## Trabajos
Tras su éxito en 1991 con el sencillo "Ain't No Future In Yo' Frontin'", se relacionó con raperos tanto de la costa este como del sur. Finalmente, se unió al rapero Too Short en Atlanta, Georgia. Breed fue uno de los primeros raperos del medio-oeste en pegar fuerte en el mercado tanto nacional como internacional.
MC Breed ha trabajado con artistas como 2Pac, Too Short, The D.O.C. y productores de la talla de Jazze Pha, Warren G, The Hurra, Colin Wolfe, Erotic D y Ant Banks. Su álbum más popular, "Funkafied", contiene dos canciones en las que aparece George Clinton. MC Breed murió el 22 de noviembre a causa de una insuficiencia renal.

## Discografía
- 1991 MC Breed and DFC
- 1992 20 Below
- 1993 The New Breed
- 1994 Funkafied
- 1995 Big Baller
- 1995 The Best Of MC Breed
- 1996 Da Hood Tapes
- 1996 To Da Beat Ch'all
- 1997 Saucy
- 1997 Flatline
- 1999 It's All Good
- 1999 2 for the Show
- 2000 Rare Breed
- 2001 The Fharmacist
- 2004 The New Prescription

- Datos: Q1336417